# Meister Sibrand
Meister Sibrand war von 1190 bis 1192 der Leiter der Hospitalbruderschaft (Adäquat dem Hochmeister des Deutschen Ordens). Der Orden wurde 1190 in Akkon gegründet. Eine Urkunde, ausgestellt im September 1190, nennt Meister Sibrand ausdrücklich als Gründer. Vorher ist nur von ihm bekannt, dass er im Gefolge des Grafen von Holstein ins Heilige Land reiste. Als dieser plötzlich zurückkehrte, übertrug er ihm die Leitung der norddeutschen Truppen und Kreuzfahrer.